# جوبیلی طلایی الیزابت دوم

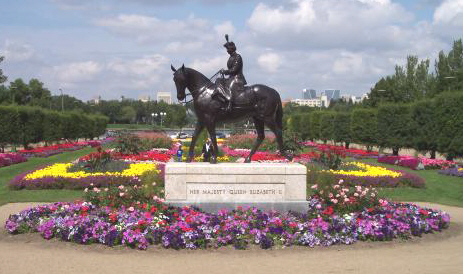
مجسمه‌ای در کانادا به مناسبت جوبیلی طلایی الیزابت دوم

جوبیلی طلایی الیزابت دوم (انگلیسی: Golden Jubilee of Elizabeth II) مراسمی بین‌المللی بود که در سال ۲۰۰۲ به مناسبت پنجاهمین سالگرد سلطنت الیزابت دوم برگزار شد. الیزابت در همان سال مادر و خواهرش را از دست داده بود و انتظار می‌رفت مراسم به صورت گسترده برگزار نشود اما ملکه به همراه شوهرش در همه جشن‌های برنامه‌ریزی شده شرکت کرد.